# Mailly-sur-Seille
Mailly-sur-Seille ist eine französische Gemeinde mit 244 Einwohnern (Stand: 1. Januar 2022) im Département Meurthe-et-Moselle in der Region Grand Est (bis 2015 Lothringen). Die Gemeinde gehört zum Arrondissement Nancy und zum Kanton Entre Seille et Meurthe.

## Lage
Mailly-sur-Seille liegt etwa 28 Kilometer südsüdöstlich von Metz an der Seille, die die Gemeinde im Südosten begrenzt. Umgeben wird Mailly-sur-Seille von den Nachbargemeinden Saint-Jure im Norden, Secourt im Norden und Nordosten, Sailly-Achâtel im Nordosten, Phlin im Osten, Abaucourt im Süden, Nomeny im Süden und Südwesten sowie Raucourt im Westen und Nordwesten.

## Bevölkerungsentwicklung
| Jahr                       | 1962 | 1968 | 1975 | 1982 | 1990 | 1999 | 2006 | 2019 |
| Einwohner                  | 226  | 230  | 235  | 230  | 204  | 219  | 245  | 248  |
| Quellen: Cassini und INSEE |      |      |      |      |      |      |      |      |

## Sehenswürdigkeiten
- Kirche Saint-Rémy, 1882 und 1918 jeweils wiedererrichtet
- Burg aus dem 13. Jahrhundert, spätere Umbauten, Monument historique seit 1982

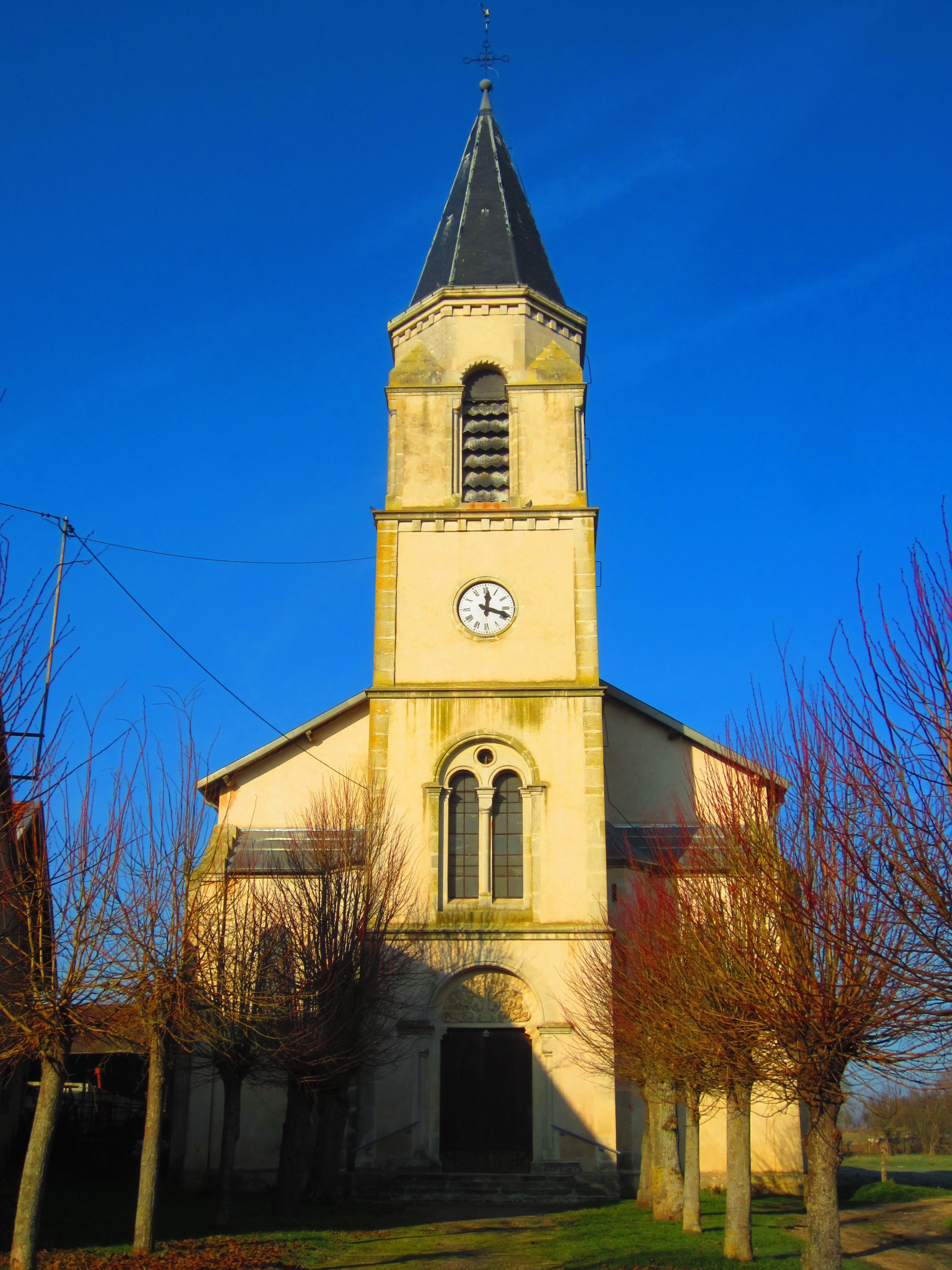
Kirche Saint-Rémy
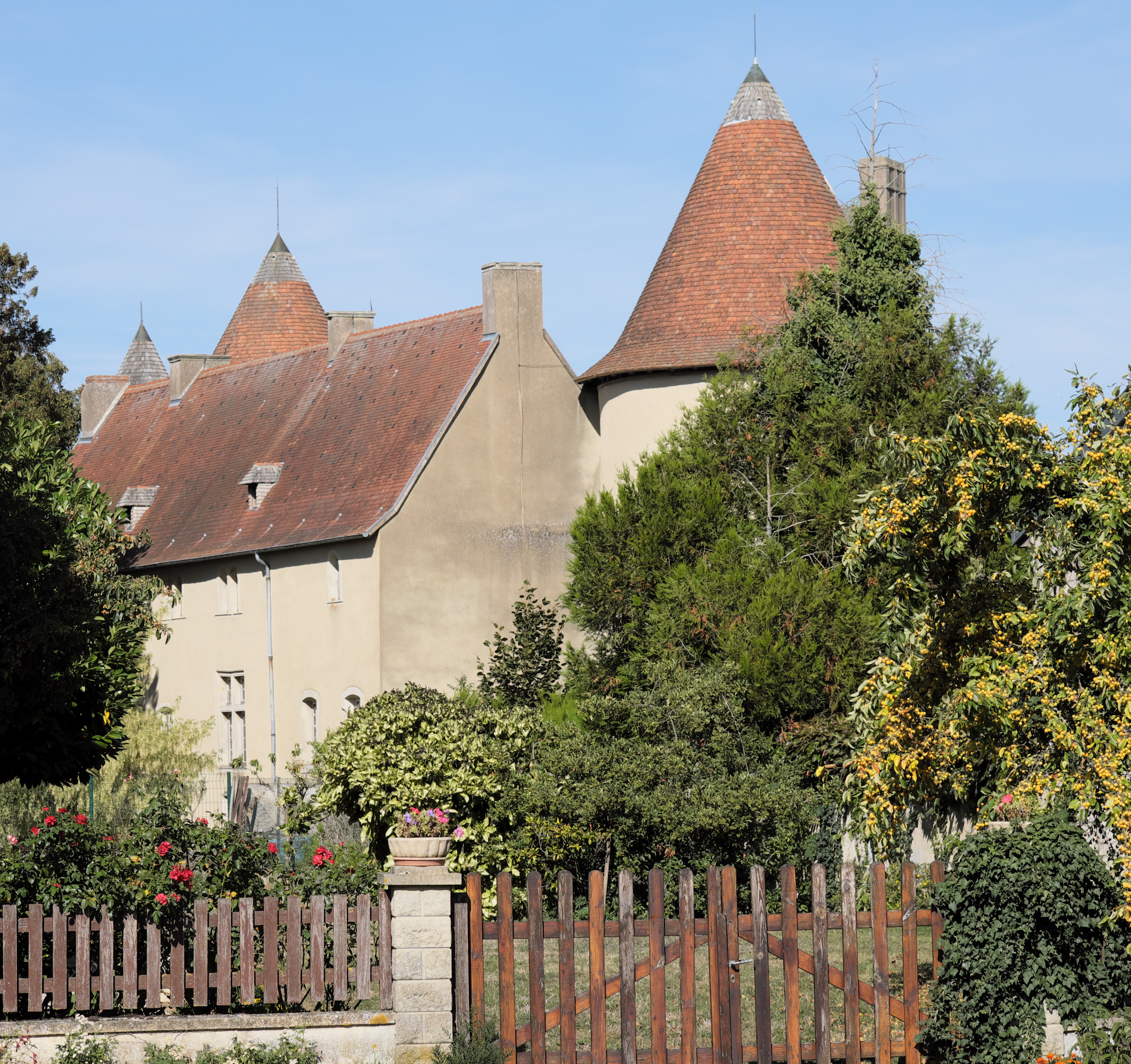
Burg aus dem 1. Jahrhundert